# Affaire politico-financière
Une affaire politico-financière est un arrangement illégal, à but lucratif, entre des personnalités politiques et des organisations ou entreprises. Il s'agit généralement de détournements de fonds publics, de commissions occultes, de pots-de-vin ou d'emplois fictifs qui permettent de monnayer l'agrément d'un homme de pouvoir ou de financer de manière délictueuse un parti politique. Il s'agit donc de fraude, de corruption et d'abus de biens sociaux. Lorsque les faits impliquent des personnalités politiques au plus haut sommet de l’État, on parle d'affaire d’État.

## Dans la pratique
Le nombre d'affaires politico-financières est très variable suivant les pays. Il est à la fois dépendant du taux de criminalité financière de ce pays, mais également de l'indépendance des contre-pouvoirs au milieu politique comme la presse ou la justice. Si la traque et l'éradication de toutes ces fraudes paraissent de nature à renforcer la démocratie, leur surmédiatisation peuvent néanmoins produire des effets contre-productifs: focaliser le débat sur les personnes plutôt que sur les idées voire provoquer un sentiment de défiance vis-à-vis du politique. Il arrive ainsi que pour camoufler ces compromissions, ou pour protéger leurs auteurs, des témoins gênants, ou des obstacles éventuels, soient abattus ou « suicidés ».
Un certain nombre de scandales sont liés au financement occulte des partis politiques. En France, les dons des personnes morales, à l'exception des autres partis politiques, sont interdits.
Des magistrats spécialisés sont chargés du traitement de ces affaires. Les plus connus en France, sont par exemple : Armand Riberolles, Baltasar Garzón, Benoît Dejemeppe, Bernard Bertossa, Carlos Jimenez Villarejo, Edmondo Bruti Liberati, Éric Halphen, Eva Joly, Gherardo Colombo, Laurence Vichnievsky, Patrick Desmure, Philippe Courroye, Renaud Van Ruymbeke, Thierry Jean-Pierre.

## Le coût de la corruption
D'après l'Institut de la Banque mondiale, le coût de la corruption internationale s'élève à plus de mille milliards de dollars américains, généralement sous forme de pots-de-vin. Ce chiffre englobe tous les paiements illicites dans le monde, ceux des pays développés et ceux des pays en voie de développement.
Le chiffre de mille milliards de dollars a été calculé sur la base des données économiques 2001-2002, qui donnaient à l'économie mondiale une taille d'environ trente mille milliards de dollars. Ce chiffre ne comprend pas les détournements de fonds publics ou les vols de biens publics.

## Transparency International
Chaque année, Transparency International, une organisation non gouvernementale internationale, publie un rapport sur le degré de corruption des différents pays de la planète. Ces rapports, qui contiennent une analyse de l'indice de perception de la corruption de 163 pays, sont disponibles en ligne gratuitement et en de nombreuses langues, dont le français.

## Situation de quelques pays
D'après les différents rapports de Transparency International, le Danemark, la Finlande, l'Islande et la Nouvelle-Zélande, qui en ont jusqu'à présent systématiquement occupé les premières places, sont les pays où la corruption y est la moins perceptible

### Allemagne
L'Allemagne se classe généralement 16e de l'indice de perception de la corruption de Transparency International.
- Affaire Lockheed/Affaire Starfighter
- Affaire Leuna
- Affaire des caisses noires de la CDU

### Australie
L'Australie est généralement 9e de l'indice.
- Affaire Firepower

### Belgique
La Belgique est généralement 23e de l'indice.
- Affaire Agusta
- Affaires judiciaires carolorégiennes
- Affaire Publifin
- Affaire du Samusocial

### Canada
- Affaire Airbus (1993-1997)
- Scandale des commandites et d'Option Canada à l'échelle nationale
- Affaire de la privatisation du Mont-Orford au Québec
- Scandale du gaz naturel au Québec
- Scandale de la Baie des Chaleurs vers 1891
- Scandale des compteurs d'eau à Montréal

### France
Après s'être classée au 22e rang sur 144 du rapport sur l'indice de corruption mondial de Transparency International en 2004, ce qui en faisait l'un des pays occidentaux où les phénomènes de corruption politique étaient les plus répandus, puis au 18e rang sur 163 du rapport de l'année 2006, la France "chute" puis stagne entre le 22e et le 25e rang de 2008 à 2013, son score étant qualifié de médiocre par rapport à la plupart des autres pays d'Europe occidentale : « Ce score, qui n’a pas évolué de façon signiﬁcative au cours des années, indique que la France doit encore réaliser de gros progrès en matière d’intégrité dans les relations entre les fonctionnaires de l’État, les politiciens et les hommes d’affaires ».
Lorsque la juge anticorruption Eva Joly a quitté la magistrature en 2002, pour devenir conseillère du gouvernement norvégien dans la lutte contre la corruption et la délinquance financière internationale, elle a déploré au passage la complaisance en France avec les malversations financières. Plus tard, le 17 mai 2005, elle a déclaré dans Aujourd'hui en France, édition nationale du journal Le Parisien, qu'« il y a un décalage terrible entre les images que les Français ont d’eux-mêmes et l’image qu’ils inspirent dans le monde. Ils ne s’en rendent pas compte, mais toutes les affaires judiciaires laissées en suspens, non traitées, étouffées, ont toutes un prix en matière de réputation internationale ».
En juin 2002, Séverine Tessier et Éric Halphen fondent l'association Anticor, qui regroupe des élus de toutes tendances politiques décidés à combattre la corruption et à réhabiliter la politique.

### Inde
L'Inde est généralement autour de 80e de l'indice, soit un score très faible mais au-dessus de la médiane mondiale.
- Affaire Bofors

### Italie
L'Italie est généralement autour de 60e de l'indice, avec d'importantes variations annuelles.
- Affaire des matches truqués du Calcio ;
- Banco Ambrosiano ;
- Opération Mains propres ;
- Affaire Parmalat ;
- Affaire Sonatrach.

### Malaisie
- Affaire Scomi
- Sarawak Report (en)[4] (2010) : déforestation en Malaisie et corruption du PM de Sarawak, Abdul Taib Mahmud
- Scandale de 1Malaysia Development Berhad (1MDB) (2015)
- Lanceur d'alerte : Clare Rewcastle Brown (en)
- Najib Razak

### Russie
La Russie est généralement autour de 160e de l'indice, soit dans le dernier cinquième.
- Affaire Ioukos : Vladimir Poutine est parfois accusé d'avoir utilisé l'affaire Youkos pour évincer Mikhaïl Khodorkovski, qui devenait un concurrent politique.

### Suisse
- Affaire des Mirages